# Renault Type X
La Type X è un'autovettura di classe alta prodotta tra il 1905 ed il 1908 dalla Casa francese Renault.

## Profilo
Presentata al Salone di Parigi nel dicembre 1904 e commercializzata a partire dall'anno successivo, la Type X utilizzava lo stesso telaio della contemporanea Type V. La Type X nacque per rimpiazzare la Type U nelle versioni b, c e d, delle quali conservò la meccanica: la Type X era infatti equipaggiata con lo stesso 4 cilindri da 3050 cm³ presente sulla sua antenata. La Type X divenne famosa per vari motivi: prima di tutto rappresentava la più densa concentrazione di tutte le innovazioni tecnologiche proposte dalla Renault dall'inizio della sua attività. Un esempio di tali innovazioni era rappresentato dal cambio a presa diretta.
Fu proposta in tre versioni: la Type XA, ossia la versione base, la Type XB, allungata, e la Type XC, alleggerita.
La prima fu la principale depositaria di tutte le innovazioni accennate, tra le quali vale anche la pena di menzionare una ventola di raffreddamento del motore progettata secondo un nuovo progetto, modernissimo per l'epoca. Con tali credenziali, ne fu avviata la produzione a livello internazionale. Stessa sorte anche per la Type XB, prodotta a partire dal 1907, che divenne anche l'auto del presidente francese di allora. Tale vettura si fece conoscere persino oltreoceano, negli Stati Uniti d'America.